# Trevor Senior
Trevor John Senior (né le 28 novembre 1961 à Stratton dans le Dorset) est un footballeur anglais qui évoluait au poste d'attaquant, avant de devenir ensuite entraîneur.

## Biographie

### Carrière de joueur
Il joue 28 matchs en première division anglaise, marquant un but.

## Palmarès
| Portsmouth - Championnat d'Angleterre D3 (1) : - Champion : 1982-83. |  | Reading - Championnat d'Angleterre D3 (1) : - Champion : 1985-86. - Meilleur buteur : 1985-86 (27 buts). |